# El Soberbio
El Soberbio é uma cidade argentina, província de Misiones, departamento Guaraní.  
Uma característica particular nessa cidade é a grande colonização de imigrantes brasileiros. Apesar de muitos serem argentinos de nascimento, devido as raízes com o país de origem, muitos argentinos nessa cidade usam o idioma português como seu idioma principal.
Cidade com muitos plantadores de fumo e cultivo de plantas para a produção de essências, como a Cidronela, Hortelã, Cidrão, etc...
O município faz fronteira com a cidades gaúchas de Tiradentes do Sul, Esperança do Sul , Crissiumal e Derrubadas através do Rio Uruguai e com a cidade catarinense de Itapiranga através do Rio Peperi Guaçu. O acesso é feito pelo município de Tiradentes do sul.
O município também conta com os Saltos del Moconá ( no lado brasileiro se chama Salto do Yucumã), que é a maior queda da água longitudinal do mundo.